# Dave Ewing
Pour les articles homonymes, voir Ewing.
Dave Ewing (né le 10 mai 1929 à Logierait, Perth and Kinross en Écosse et mort 15 juillet 1999 ) était un footballeur écossais évoluant en défense. 
Il a joué dans le club de Manchester City de 1952 à 1961, totalisant 279 apparitions et marquant 1 but.
Il a gagné la Coupe d'Angleterre en 1956, après avoir perdu la finale de 1955.